# Serre la main d'un fou
Singles de Johnny Hallyday
I Got a Woman
(1962) Madison Twist
(1962)
Serre la main d'un fou est une chanson de Johnny Hallyday. Elle est sortie en EP en 1962.
C'est une adaptation française, par Jil et Jan, de la chanson Shake the Hand of a Fool, initialement interprétée par Titus Turner (en).

En 1976, William Sheller fera allusion à cette chanson dans son titre à succès Dans un vieux rock'n'roll produit chez Philips, la maison de disques de Johnny Hallyday à l'époque. 

## Liste des pistes
EP 7" 45 tours Serre la main d'un fou / Laissez-nous twister / Dans un jardin d'amour / Une fille comme toi — 1962, 	432.780 BE (France)
A1. Serre la main d'un fou (2:45)
A2. 	Dans un jardin d'amour (2:05)
B1. Laissez-nous twister (2:22)
B2. Une fille comme toi (2:37),

## Classements hebdomadaires
| Classement (1962)                       | Meilleure position |
| --------------------------------------- | ------------------ |
| France                                  | 10                 |
| Belgique (Wallonie Ultratop 50 Singles) | 19                 |

| Classement de la réédition (2000) | Meilleure position |
| --------------------------------- | ------------------ |
| France (SNEP)                     | 45                 |